# Zamarada enippe
Zamarada enippe är en fjärilsart som beskrevs av Louis Beethoven Prout 1921. Zamarada enippe ingår i släktet Zamarada och familjen mätare. Inga underarter finns listade i Catalogue of Life.